# Velký Irgiz
Velký Irgiz (rusky Большой Иргиз) je řeka v Samarské a v Saratovské oblasti v Rusku. Je dlouhá 675 km. Plocha povodí měří 24 000 km².

## Průběh toku
Pramení mezi výběžky Obščeho Syrtu a teče v široké dolině. Ústí zleva do Volgogradské přehrady na Volze.

## Vodní režim
Zdrojem vody jsou především sněhové srážky.

## Využití
Využívá se na zavlažování. Na řece leží město Pugačov.